# Hjallis Harkimo
Harry Juhani "Hjallis" Harkimo (né le 2 novembre 1953 à Helsinki) est un homme politique finlandais, fondateur de Liike Nyt, député de l’Eduskunta.
En avril 2019, il est réélu dans la circonscription de Uusimaa avec 12 929 voix.